# トーカン (卸売)
株式会社トーカン（英: TOKAN Co., Ltd.）は、愛知県名古屋市熱田区に本社を置く食品卸売会社である。主力取引先はユニーグループである。かつては、東海地方でラジオCMされていた問屋スーパートーエーも運営していた。社名の通り、乾物の椎茸や海苔を主に取り扱っている。

## 沿革
- 1947年（昭和22年）3月 - 「永津商店」を創業[1]。
- 1949年（昭和24年）10月18日 - 「東海乾物株式会社」として設立[1]。
- 1968年（昭和43年）11月 - 「株式会社東幹」に商号を変更[1]。
- 1969年（昭和44年）10月 - 「株式会社トーカン」に商号を変更[1]。
- 1984年（昭和59年）10月 - 株式会社東永と合併[1]。
- 2000年（平成12年）6月8日 - 名古屋証券取引所第二部に株式を上場[1]。
- 2005年（平成17年）4月1日 - 子会社であった東海地域スパー本部株式会社を吸収合併[1]。
- 2010年（平成22年）5月17日 - 豊田通商株式会社と業務・資本提携契約を締結[2]。
- 2019年（平成31年）
  - 3月27日 - 上場廃止[3][4]。
  - 4月1日 - 国分中部株式会社と共同持株会社のセントラルフォレストグループ株式会社を設立[3]。
- 2021年（令和3年）4月12日 - 給食向け食品卸の三給株式会社およびその子会社である株式会社ヒカリを子会社化[5]。

## 関連会社
子会社
- 三給株式会社
- 株式会社ヒカリ
- 株式会社トーシンロジテク[1]
- 太平洋海苔株式会社[1]
- 王将椎茸株式会社[1]
- 透康（上海）商貿有限公司[1]

関連会社
- 株式会社豊橋トーエー[1]
- 株式会社東海酒販[1]

## 社名の由来
旧社名の東海乾物の通称「トーカン」に由来する。